# Вторая уставная грамота БНР

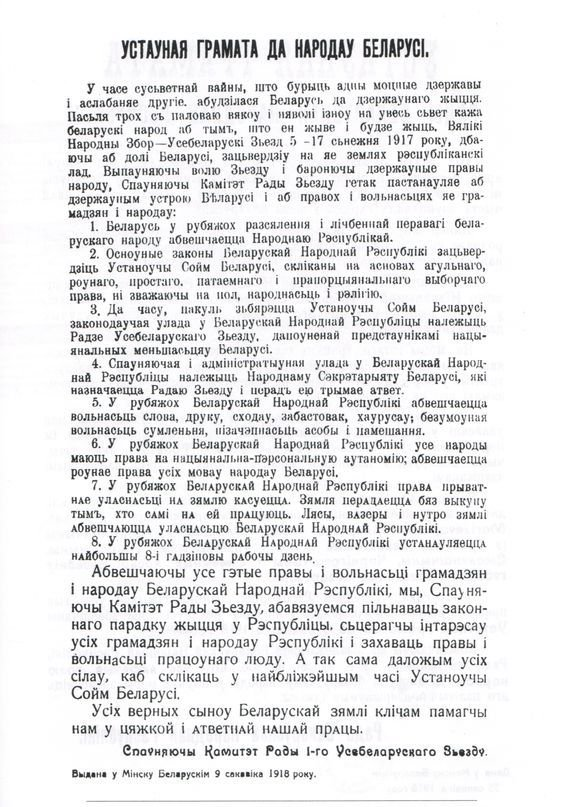
Вторая уставная грамота к народам Беларуси

Вторая уставная грамота к народам Беларуси (бел. Другая Устаўная грамата да народаў Беларусі) — правовой акт, принятый Исполкомом Совета Всебелорусского съезда в Минске 9 марта 1918 года. В ней провозглашалось образование Белорусской Народной Республики как демократического парламентского и правового государства, определялась её территория в пределах расселения и численного превосходства белорусов.

## Предыстория
3 марта 1918 года Германская империя и Советская Россия заключили Брестский мир, по которому северо-западная часть Белоруссии отходили к Германии, часть страны на юг от Полесской железной дороги передавалась Украина, а остальные белорусские земли рассматривались как территория России.. Кроме того, немцы пообещали большевикам не признавать никаких государств на оккупированных территориях, объявивших о своей независимости после 3 марта 1918 года. Народный секретариат и Исполком Совета Всебелорусского съезда также не были признаны заседавшими в Минске немецкими властями. В этих условиях белорусское руководство пошло на принятие Второй уставной грамоты.

## Содержание
Текст Второй грамоты состоял из восьми пунктов.
Вторая грамота провозглашала создание Белорусской Народной Республики (БНР) в пределах расселения и численного превосходства белорусского народа. Временную законодательную власть в Белорусской народной республике принял на себя Совет Всебелорусского съезда, дополненный представителями национальных меньшинств Беларуси. Основные законы Белорусской народной республики впоследствии должны были быть одобрены Учредительным сеймом Беларуси, созванным на основе всеобщего и равного избирательного права.
В грамоте были объявлены права и свободы граждан и народов Белорусской народной республики: свобода слова, печати, собраний, забастовок и объединений; свобода совести‚ неприкосновенность личности и помещений; право народов на национальную и личную автономию; равноправие всех языков народов Беларуси. Частная собственность на землю была отменена, взамен было объявлено, что земля без выкупа будет передаваться тем, кто на ней работает; леса, озёра и недра объявлены собственностью БНР. Продолжительность рабочего дня установлена в 8 часов.

## Особенности печати
Сергей Шупа в своей книге «Падарожжа ў БНР» отмечает, что при наборе Второй уставной грамоты в типографии «Гринблатт» возникла непредвиденная проблема: в рассчитанной на русскоязычную печать наборной кассе закончилась буква «а», самая распространённая буква белорусских текстов. Поэтому, начиная с седьмого пункта Грамоты вместо маленькой «а» стала использоваться большая «А». Однако этих букв тоже не хватило, поэтому последний фрагмент текста Грамоты набран кеглем значительно большего размера. Букв «а» всё равно не хватило, так что в последних трёх словах вновь появляются «А» в верхнем регистре. Буквы «ў» и «ё» в печати также не использовались.

## Результаты
8 марта Совет Всебелорусского съезда был переименован в Раду Белорусской Народной Республики. 23 марта в её состав была включена Виленская белорусская рада, а 25 марта была принята Третья уставная грамота, провозгласившая независимости Белорусской Народной Республики.
Вторая уставная грамота была издана с опозданием. Брестский мир уже был ратифицирован. Германия, выполняя свои статьи, отказалась признавать БНР. Кроме того, правящие круги Германии настороженно относились к положениям о национализации земель, озёр и лесов. Недовольны были и многие официальные лица БНР, точно не определена территория белорусского государства, ничего не сказано о характере отношений Беларуси с другими государствами, в том числе с Россией. Эти вопросы были решены в Третьей грамоте.
В условиях военной оккупации территории Беларуси реализовать намерения, выраженные во Второй уставной грамоте, не удалось.